# Каляєв Олексій Олександрович
Олексі́й Олекса́ндрович Каляєв — майор Збройних сил України, учасник російсько-української війни.

## З життєпису
Станом на жовтень 2020 року — старший помічник начальника навчальної частини факультету ракетних військ артилерії Національної академії сухопутних військ імені Петра Сагайдачного.

## Нагороди
За особисту мужність і героїзм, виявлені у захисті державного суверенітету та територіальної цілісності України, вірність військовій присязі під час бойових дій та при виконанні службових обов'язків, 13 серпня 2015 року нагороджений орденом Богдана Хмельницького III ступеня.